# Mahdia (Guyana)
Pour les articles homonymes, voir Mahdia (homonymie).
La ville de Mahdia est la capitale de la région du Potaro-Siparuni, en Guyana. Elle comptait 2 563 habitants en 2012.